# Virgen Ama de Casa
La Virgen Ama de Casa, también llamada Nuestra Señora Ama de Casa, es una advocación mariana de la Iglesia católica en Asunción, Paraguay. La imagen se encuentra expuesta al público en la entrada de la Catedral Metropolitana de Asunción, hasta que en un futuro sea trasladada a una capilla u oratorio.

## Historia
El 5 de marzo de 2016, el arzobispo emérito de Asunción Pastor Cuquejo entronizó la imagen en la catedral de esa ciudad. La advocación y la imagen que la representa habían sido aprobadas por el arzobispo de Asunción Edmundo Valenzuela, a petición de un grupo de mujeres pertenecientes a la Asociación de Amas de Casa, quienes desde hacía tres años encomendaban las tareas del hogar y sus familias a la Virgen María. El grupo de mujeres crearon la imagen con la ayuda del artista plástico Zonato. En el día de la entronización, la imagen fue traída en andas por el grupo de mujeres desde el Panteón Nacional de los Héroes hasta la catedral.

## Representación
La imagen es de una mujer vestida de túnica rústica y adornada con ñandutí que simboliza a las amas de casa paraguayas. En su brazo izquierdo sostiene al Niño Jesús, quien la mira. En el brazo derecho, la mujer lleva una bolsa llena de chipá y frutas de Paraguay. A sus pies se encuentra un cántaro de agua hecho de barro.